# Сміта Патіль
Сміта Патіль (англ. Smita Patil, 17 жовтня 1955 — 13 грудня 1986) — індійська актриса кіно, театру та телебачення, яка за свою 13-річну кар'єру знялася в 77 фільмах. У 1985 році нагороджена четвертою по значущості громадською нагородою Індії — Падма Шрі. Була дворазовим лауреатом Національної кінопремії (Індія) за кращу жіночу роль і Filmfare Award. Померла від післяпологових ускладнень.

## Біографія
Сміта Патіль народилася в Пуне в родині політика, закінчила середню школу мовою маратхі. У 1977 році закінчила інститут кіно і телебачення в Пуне. У тому ж році була удостоєна Національної премії як краща актриса за роль у фільмі «Важка роль». Нарівні з Азмі Шабаною вона була однією з улюблених актрис індійського режисера, сценариста і продюсера Шьяма Бенегала і знялася в семи його картинах.  Перша спроба Сміти на телебаченні була на початку 1970-х років у якості ведучої новин. Крім акторської діяльності, Патіль була активною феміністкою та членом Жіночого центру в Мумбаї, виступала за права жінок, надавала свою підтримку фільмам, які прагнули показати роль жінок у традиційному індійському суспільстві; у фільмах її героїні також були сміливими і незалежними. Вона грала у фільмах не тільки мовою хінді, а й гуджараті, маратхі та іншими мовами Індії. Фільми «Червоний перець» (Mirch Masala), «Танцюй, танцюй» та кілька інших вийшли в прокат вже після смерті акторки. Її чоловіком був індійський актор і парламентарій Індійського Національного Конгресу Радж Баббар. Померла Сміта через ускладнення після пологів 13 грудня 1986 року, майже через два тижні після народження сина.

## Спадщина
Індійська неурядова організація Priyadarshni Academy після смерті Сміти заснувала премію її імені за видатний внесок в кіноіндустрію. Спочатку премія вручалася щорічно, але з 1994 вручається раз на два роки. У 2012 році її лауреатом стала Діпіка Падуконе. Раніше цієї премії були удостоєні багато актрис Боллівуду: наприклад, Маніша Койрала (в 1994 році).
Син Сміти Патіль, Пратеїк Баббар, в 2008 році дебютував у кіно, періодично знімається у фільмах і підтримує політичну діяльність свого батька Раджа Баббара.
З нагоди 100-річчя індійського кінематографа 3 травня 2013 року було видано поштову марку з її зображенням.

## Вибрана фільмографія
- 1974 — Mere Saath Chal — Гіта
- 1975 — Кінець ночі / Nishaant — Рукумані
- 1975 — Samna — Камлі
- 1975 — Злодій Чарандас / Charandas Chor — принцеса
- 1976 — Пробудження / Manthan — Бінду
- 1977 — Важка роль / Bhumika: The Role — Уша / Урваші Далві
- 1977 — Jait Re Jait — Чіндхі
- 1977 — Sall Solvan Chadya — Пінкі
- 1978 — Sarvasakshi — Суджата
- 1981 — Позбавлення / Sadgati — Дхурія
- 1982 — Шакті / Shakti — Рома Деві
- 1986 — Червоний перець / Mirch Masala — Сонбаі
- 1987 — Танцюй, танцюй / Dance, Dance — Радха